# Police (gmina)
Pour les articles homonymes, voir Police.
Police est une gmina mixte du powiat de Police, Poméranie occidentale, dans le nord-ouest de la Pologne, sur la frontière avec l'Allemagne. Son siège est la ville de Police, qui se situe environ 13 km au nord de la capitale régionale Szczecin.
La gmina couvre une superficie de 251,42 km2 pour une population de 41 543 habitants en 2016.

## Géographie
Outre la ville de Police, la gmina inclut les villages de Bartoszewo, Dębostrów, Dobieszczyn, Drogoradz, Gunice, Karpin, Leśno Górne, Mazańczyce, Niekłończyca, Nowa Jasienica, Pienice, Pilchowo, Podbrzezie, Poddymin, Przęsocin, Siedlice, Sierakowo, Stare Leśno, Stary Dębostrów, Tanowo, Tatynia, Trzebież, Trzeszczyn, Turznica, Uniemyśl, Węgornik, Wieńkowo, Witorza, Zalesie et Żółtew.
La gmina borde la ville de Szczecin et les gminy de Dobra, Goleniów, Nowe Warpno et Stepnica. Elle est également frontalière de l'Allemagne.